# Internationales Jahr der Chemie

Logo

Das Internationale Jahr der Chemie 2011 (englisch International Year of Chemistry 2011) wurde an der 63. UNO-Generalversammlung im Dezember 2008 ausgerufen. Es stand unter dem Motto „Chemistry—our life, our future“.
Das ganze Jahr über fanden diverse Veranstaltungen rund um den Globus statt. Die Abschlussveranstaltung fand am 1. Dezember 2011 in Brüssel statt.